# Miltesthus marginatus
Miltesthus marginatus là một loài bọ cánh cứng trong họ Cerambycidae.